# Eubaphe bada
Eubaphe bada là một loài bướm đêm trong họ Geometridae.